# Chasseron

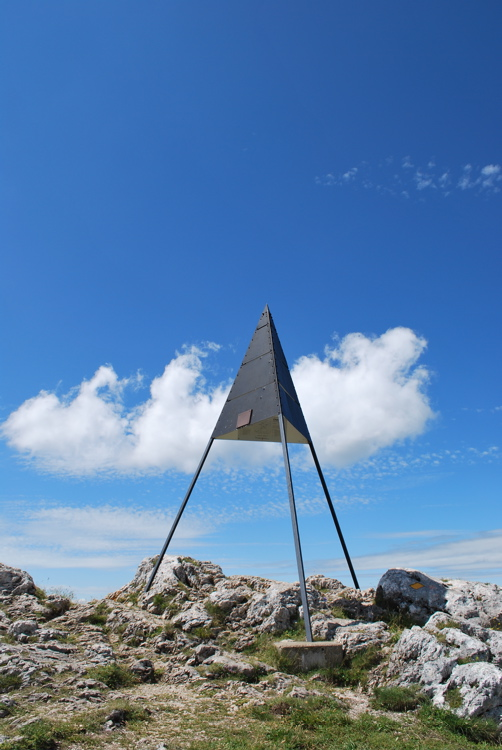
Vrcholová pyramida

Le Chasseron je hora ve Švýcarsku, vysoká 1607 m n. m. Nachází se v pohoří Jura nedaleko města Sainte-Croix v kantonu Vaud a je osmou nejizolovanější horou Švýcarska.
Množství archeologických nálezů z římského období svědčí o kultovním významu místa. Ve středověku byla hora známá pod názvem Sachiron, což pravděpodobně pochází z latinského výrazu „siccus“ (suchý).
Hora je tvořena vápenci z období kimmeridge. Do nadmořské výšky 1500 metrů jsou svahy zalesněny s četnými pastvinami, region je známý výrobou sýra gruyère. Údolí Vallon des Dénériaz bylo vyhlášeno přírodní rezervací. Podnebí je kontinentální, v nedaleké vesnici La Brévine byla v lednu 1987 naměřena historicky nejnižší teplota na švýcarském území –41,8 °C. Na úbočí hory bylo vybudováno středisko zimních sportů Les Rasses. Na vrcholu se nachází hotel, trojnožka s geodetickým bodem a meteorologická observatoř, zajímavostí je Skála míru, do níž jsou vyryty symboly různých náboženství. Hora je proslulá panoramatickými výhledy, nabízí také množství terénů pro skalní lezení.